# Docomo with series
docomo with series（ドコモ・ウィズ・シリーズ）は、2011年10月18日に発表されたNTTドコモによるスマートフォンの分類のひとつである。ドコモ スマートフォンのサブカテゴリーにあたる。

## 特徴
ドコモは、ソフトバンクモバイルが日本国内で当初独占販売していたAppleの「iPhone」の爆発的普及を受け、これに対抗するためスマートフォンのラインナップを段階的に充実させ、2009年に独立したラインナップ「ドコモ スマートフォン」（第1期）として確立した。
しかしその後同業他社を含めてスマートフォンの普及が進んだことから、2011年冬季の年次大変更に際し、従来型携帯電話の上位シリーズを全廃しスマートフォンを主力に位置付けた上で、機能別に「docomo with series」「docomo NEXT series」という2つのシリーズに分割する措置を取った。withは、ワンセグ、おサイフケータイ、赤外線通信、防水などの従来型携帯電話に搭載されていた定番の機能（いわゆるガラケー機能）をスマートフォンにも付け加え、その機能を利用したいという顧客向けのスマートフォンのカテゴリーである。豊富なカラーバリエーションや、コラボレーションモデルなどをラインナップする予定としていた。
しかしスマートフォンの普及が進むにつれ、海外メーカーも含めて高機能機種でありながらガラケー機能も充実した機種が多くなり、元々はNEXTだった機種の後継機種がwithから発売される等、その線引きが次第に曖昧になっていった結果、2013年夏モデルにて機種ラインナップが見直され、withとNEXTは廃止となった。2013年夏モデル以降に発売される端末は全て「ドコモ スマートフォン」（第2期）となる。最後までwithの機種が発売されなかったのはサムスン電子のGALAXYシリーズとブラックベリー（旧：リサーチ・イン・モーション）のBlackBerryシリーズのみとなった。
2012年2月にはウォルト・ディズニー・ジャパンと協業したDisney Mobile on docomoがラインナップされた。なお、Disney Mobile on docomoシリーズはドコモではwithのサブカテゴリーとして扱われている。こちらもwithのサブカテゴリーから「ドコモ スマートフォン」（第2期）のサブカテゴリーに変更されている。
ちなみに、2017年6月から新たに提供開始された割引サービス「docomo with」とは全く関係ない。

## 機種・仕様
2011年10月よりdocomo with seriesに属する2011年夏・秋モデル
- Xperia ray SO-03C
- F-12C
- Optimus bright L-07C
- MEDIAS WP N-06C
- P-07C
- AQUOS PHONE f SH-13C

2011年冬モデル以降
| 機種                     | ブランド（コンセプト）・メーカー            | 発売日 初期搭載OS                          | 音声通信方式              | データ通信方式                     | 対応サービス |
| 2011年冬-2012年春モデル  | 2011年冬-2012年春モデル                     | 2011年冬-2012年春モデル                    | 2011年冬-2012年春モデル   | 2011年冬-2012年春モデル            | 2011年冬-2012年春モデル |
| ------------------------ | ------------------------------------------- | ------------------------------------------ | ------------------------- | ---------------------------------- | --- |
| P-01D                    | パナソニック                                | 2011年11月10日 Android 2.3                 | 3G：FOMA (W-CDMA) 2G：GSM | 3.5G：FOMA (HSDPA/HSUPA)           | 無線LAN、ワンセグ、 赤外線通信、テザリング、 GPS、Bluetooth 2.1+EDR、 エリアメール                                            |
| T-01D                    | REGZA Phone 富士通                          | 2011年11月18日 12月2日販売再開 Android 2.3 | 3G GSM対応                | 3.5G：FOMA (HSDPA/HSUPA)           | 無線LAN、FeliCa、 ワンセグ、赤外線通信、 テザリング、Bluetooth 2.1+EDR、 GPS、エリアメール                                    |
| F-03D                    | ARROWS Kiss 富士通                          | 2011年11月25日 Android 2.3                 | 3G GSM対応                | 3.5G：FOMA (HSDPA/HSUPA)           | 無線LAN、FeliCa、 ワンセグ、赤外線通信、 テザリング、Bluetooth 2.1+EDR、 GPS、おくだけ充電、エリアメール                      |
| SH-01D                   | AQUOS PHONE シャープ                        | 2011年12月2日 Android 2.3                  | 3G GSM対応                | 3.5G：FOMA (HSDPA/HSUPA)           | 無線LAN、FeliCa、 ワンセグ、赤外線通信、 テザリング、Bluetooth 3.0+EDR、 GPS、エリアメール （緊急地震速報、津波警報のみ対応） |
| SH-02D                   | AQUOS PHONE slider シャープ                 | 2011年12月7日 Android 2.3                  | 3G GSM対応                | 3.5G：FOMA (HSDPA/HSUPA)           | 無線LAN、FeliCa、 ワンセグ、赤外線通信、 テザリング、Bluetooth 3.0+EDR、 GPS、おくだけ充電、エリアメール                      |
| P-02D                    | LUMIX Phone パナソニック                    | 2011年12月23日 Android 2.3                 | 3G GSM対応                | 3.5G：FOMA (HSDPA/HSUPA)           | 無線LAN、FeliCa、 ワンセグ、赤外線通信、 テザリング、Bluetooth 2.1+EDR、 GPS、エリアメール （緊急地震速報、津波警報のみ対応） |
| F-03D Girls'             | 富士通 Popteenコラボレーション              | 2012年1月20日 Android 2.3                  | 3G GSM対応                | 3.5G：FOMA (HSDPA/HSUPA)           | 無線LAN、FeliCa、 ワンセグ、赤外線通信、 テザリング、Bluetooth 2.1+EDR、 GPS、おくだけ充電、エリアメール                      |
| L-02D                    | PRADA Phone by LG LGエレクトロニクス        | 2012年1月26日 Android 2.3                  | 3G GSM対応                | 3.5G：FOMA (HSDPA/HSUPA)           | 無線LAN、FeliCa、 ワンセグ、テザリング Bluetooth 3.0+EDR、 GPS、エリアメール                                                  |
| SH-04D                   | Q-pot.Phone シャープ Q-pot.コラボレーション | 2012年2月14日 Android 2.3                  | 3G GSM対応                | 3.5G：FOMA (HSDPA/HSUPA)           | 無線LAN、FeliCa、 赤外線通信、 テザリング、Bluetooth 3.0+EDR、 GPS、おくだけ充電、エリアメール                                |
| F-08D                    | Disney Mobile on docomo 富士通              | 2012年2月22日 Android 2.3                  | 3G GSM対応                | 3.5G：FOMA (HSDPA/HSUPA)           | 無線LAN、FeliCa、 ワンセグ、赤外線通信、 テザリング、Bluetooth 2.1+EDR、 GPS、エリアメール                                    |
| N-05D                    | MEDIAS ES NECカシオ                         | 2012年3月1日 Android 2.3                   | 3G GSM対応                | 3.5G：FOMA (HSDPA/HSUPA)           | 無線LAN、FeliCa、 ワンセグ、赤外線通信、 テザリング、Bluetooth 4.0+EDR、 GPS、エリアメール                                    |
| SO-03D                   | Xperia acro HD ソニーモバイル               | 2012年3月15日 Android 2.3                  | 3G GSM対応                | 3.5G：FOMA (HSDPA/HSUPA)           | 無線LAN、FeliCa、 ワンセグ、赤外線通信、 テザリング、Bluetooth 2.1+EDR、 GPS、エリアメール                                    |
| P-05D                    | Disney Mobile on docomo パナソニック        | 2012年3月22日 Android 2.3                  | 3G GSM対応                | 3.5G：FOMA (HSDPA/HSUPA)           | 無線LAN、FeliCa、 赤外線通信、 テザリング、Bluetooth 2.1+EDR、 GPS、エリアメール                                              |
| 2012年夏・秋モデル       |                                             |                                            |                           |                                    | |
| SH-07D                   | AQUOS PHONE st シャープ                     | 2012年6月7日 Android 4.0                   | 3G GSM対応                | 3.5G：FOMA (HSDPA/HSUPA)           | 無線LAN、FeliCa、 ワンセグ、赤外線通信、 テザリング、Bluetooth 3.0+EDR、 GPS、エリアメール                                    |
| F-09D ANTEPRIMA          | 富士通 ANTEPRIMAコラボレーション            | 2012年6月27日 Android 4.0                  | 3G GSM対応                | 3.5G：FOMA (HSDPA/HSUPA)           | 無線LAN、FeliCa、 ワンセグ、赤外線通信、 テザリング、Bluetooth 2.1+EDR、 GPS、おくだけ充電、エリアメール                      |
| L-05D                    | Optimus it LGエレクトロニクス               | 2012年6月30日 Android 4.0                  | 3G GSM対応                | 3.9G : Xi 3.5G：FOMA (HSDPA/HSUPA) | 無線LAN、FeliCa、 ワンセグ、赤外線通信、 テザリング、Bluetooth 3.0+EDR、 GPS、エリアメール                                    |
| P-06D                    | ELUGA V パナソニック                        | 2012年7月12日 Android 4.0                  | 3G GSM対応                | 3.5G：FOMA (HSDPA/HSUPA)           | 無線LAN、FeliCa、 ワンセグ、赤外線通信、 テザリング、Bluetooth 3.0+EDR、 GPS、おくだけ充電、エリアメール                      |
| N-07D                    | MEDIAS X NECカシオ                          | 2012年7月13日 Android 4.0                  | 3G GSM対応                | 3.9G : Xi 3.5G：FOMA (HSDPA/HSUPA) | 無線LAN、FeliCa、 ワンセグ、NOTTV、赤外線通信、 テザリング、Bluetooth 2.1/4.0+EDR、 GPS、エリアメール                         |
| SO-05D                   | Xperia SX ソニーモバイル                    | 2012年8月10日 Android 4.0                  | 3G GSM対応                | 3.9G : Xi 3.5G：FOMA (HSDPA/HSUPA) | 無線LAN、FeliCa、 ワンセグ、赤外線通信、 テザリング、Bluetooth 3.1+EDR、 GPS、エリアメール                                    |
| F-11D                    | ARROWS Me 富士通                            | 2012年8月15日 Android 4.0                  | 3G GSM対応                | 3.5G：FOMA (HSDPA/HSUPA)           | 無線LAN、FeliCa、 ワンセグ、赤外線通信、 テザリング、Bluetooth 3.0+EDR、 GPS、エリアメール                                    |
| 2012年秋・冬モデル       |                                             |                                            |                           |                                    | |
| SH-01E                   | AQUOS PHONE si シャープ                     | 2012年10月5日 Android 4.0                  | 3G GSM対応                | 3.9G : Xi 3.5G：FOMA (HSDPA/HSUPA) | 無線LAN、FeliCa、 ワンセグ、赤外線通信、 テザリング、Bluetooth 3.0、 GPS、エリアメール                                        |
| SO-01E                   | Xperia AX ソニーモバイル                    | 2012年11月16日 Android 4.0                 | 3G GSM対応                | 3.9G : Xi 3.5G：FOMA (HSDPA/HSUPA) | 無線LAN、FeliCa/NFC、 ワンセグ、赤外線通信、 テザリング、Bluetooth 4.0、 GPS、エリアメール                                    |
| HW-01E                   | Ascend ファーウェイ                         | 2012年11月21日 Android 4.0                 | 3G GSM対応                | 3.9G : Xi 3.5G：FOMA (HSDPA/HSUPA) | 無線LAN、FeliCa、 ワンセグ、NOTTV、 テザリング、Bluetooth 3.0、 GPS、エリアメール                                             |
| F-04E                    | ARROWS V 富士通                             | 2012年11月28日 Android 4.0                 | 3G GSM対応                | 3.9G : Xi 3.5G：FOMA (HSDPA/HSUPA) | 無線LAN、FeliCa/NFC(決済不可)、 ワンセグ、NOTTV、赤外線通信、 テザリング、Bluetooth 4.0、 GPS、エリアメール                   |
| N-02E                    | MEDIAS U NECカシオ                          | 2012年12月1日 Android 4.0                  | 3G GSM対応                | 3.9G : Xi 3.5G：FOMA (HSDPA/HSUPA) | 無線LAN、FeliCa、 ワンセグ、NOTTV、赤外線通信、 テザリング、Bluetooth 4.0、 GPS、エリアメール                                 |
| SH-01E Vivienne Westwood | シャープ Vivienne Westwoodコラボレーション  | 2012年12月8日 Android 4.0                  | 3G GSM対応                | 3.9G : Xi 3.5G：FOMA (HSDPA/HSUPA) | 無線LAN、FeliCa、 ワンセグ、赤外線通信、 テザリング、Bluetooth 3.0、 GPS、エリアメール                                        |
| N-03E                    | Disney Mobile on docomo NECカシオ           | 2012年12月14日 Android 4.0                 | 3G GSM対応                | 3.9G : Xi 3.5G：FOMA (HSDPA/HSUPA) | 無線LAN、FeliCa、 ワンセグ、NOTTV、赤外線通信、 テザリング、Bluetooth 4.0、 GPS、エリアメール                                 |
| N-02E ONE PIECE          | NECカシオ ONE PIECEコラボレーション         | 2012年12月21日 Android 4.0                 | 3G GSM対応                | 3.9G : Xi 3.5G：FOMA (HSDPA/HSUPA) | 無線LAN、FeliCa、 ワンセグ、NOTTV、赤外線通信、 テザリング、Bluetooth 4.0、 GPS、エリアメール                                 |
| L-02E                    | Optimus LIFE LGエレクトロニクス             | 2012年12月21日 Android 4.0                 | 3G GSM対応                | 3.9G : Xi 3.5G：FOMA (HSDPA/HSUPA) | 無線LAN、FeliCa、 ワンセグ、NOTTV、赤外線通信、 テザリング、Bluetooth 4.0、 GPS、エリアメール                                 |
| F-03E                    | ARROWS Kiss 富士通                          | 2012年12月21日 Android 4.0                 | 3G GSM対応                | 3.9G : Xi 3.5G：FOMA (HSDPA/HSUPA) | 無線LAN、FeliCa/NFC(決済不可)、 ワンセグ、NOTTV、赤外線通信、 テザリング、Bluetooth 4.0、 GPS、おくだけ充電、エリアメール     |
| 2013年春モデル           |                                             |                                            |                           |                                    | |
| SH-04E                   | AQUOS PHONE EX シャープ                     | 2013年1月25日 Android 4.1                  | 3G GSM対応                | 3.9G : Xi 3.5G：FOMA (HSDPA/HSUPA) | 無線LAN、FeliCa/NFC、 ワンセグ、赤外線通信、 テザリング、Bluetooth 4.0、 GPS、おくだけ充電、エリアメール                      |
| N-04E                    | MEDIAS X NECカシオ                          | 2013年3月1日 Android 4.1                   | 3G GSM対応                | 3.9G : Xi 3.5G：FOMA (HSDPA/HSUPA) | 無線LAN、FeliCa、 ワンセグ、NOTTV、赤外線通信、 テザリング、Bluetooth 4.0、 GPS、おくだけ充電、エリアメール                   |

当初docomo with seriesとして発売予定だった第2期ドコモ スマートフォン
- Xperia A SO-04E
- MEDIAS X N-06E
- Optimus it L-05E

## 歴史
2011年（平成23年）
- 10月18日 - シリーズとともにLUMIX Phone(P-02D)、REGZA Phone(T-01D)、AQUOS PHONE(SH-01D)、ARROWS kiss(F-03D)/F-03D Girls' 、AQUOS PHONE Slider(SH-02D)、P-01D 、Q-pot.Phone(SH-04D)を発表。2011年夏・秋モデル10機種のうち前述の6機種もこの時同シリーズに加えられる
- 11月10日 - P-01D発売開始。
- 11月18日 - REGZA Phone(T-01D)が発売を開始したものの、音声通話やパケット通信ができないという不具合により直ちに販売中止となる。
- 11月25日 - ARROWS kiss(F-03D)発売開始。
- 12月2日 - AQUOS PHONE(SH-01D)発売開始、REGZA Phone(T-01D)発売再開。
- 12月7日 - AQUOS PHONE slider(SH-02D)発売開始。
- 12月23日 - LUMIX Phone(P-02D)発売開始。

2012年（平成24年）
- 1月20日 - F-03D Girls'発売開始。
- 1月26日 - PRADA Phone by LG(L-02D)発売開始。
- 2月14日 - Q-pot.Phone(SH-04D)発売開始。
- 2月22日 - Disney Mobile on docomo(F-08D)発売開始。
- 3月1日 - MEDIAS ES(N-05D)発売開始。
- 3月15日 - Xperia acro HD(SO-03D)発売開始。
- 3月22日 - Disney Mobile on docomo(P-05D)発売開始。
- 3月26日 - 一部の機種においてAndroid 4.0へのバージョンアップを発表。
- 6月7日 - AQUOS PHONE st(SH-07D)発売開始。
- 6月27日 - F-09D ANTEPRIMA発売開始。
- 6月30日 - Optimus it(L-05D)発売開始。
- 7月12日 - ELUGA V(P-06D)発売開始。
- 7月13日 - MEDIAS X(N-07D)発売開始。
- 8月10日 - Xperia SX(SO-05D)発売開始。
- 8月15日 - ARROWS Me(F-11D)発売開始。
- 10月5日 - AQUOS PHONE si(SH-01E)発売開始。
- 11月16日 - Xperia AX(SO-01E)発売開始。
- 11月21日 - Ascend(HW-01E)発売開始。
- 11月28日 - ARROWS V(F-04E)発売開始。
- 12月1日 - MEDIAS U(N-02E)発売開始。
- 12月8日 - SH-01E Vivienne Westwood発売開始。
- 12月14日 - Disney Mobile on docomo(N-03E)発売開始。
- 12月21日 - N-02E ONE PIECE、Optimus LIFE(L-02E)、ARROWS Kiss(F-03E)発売開始。

2013年（平成25年）
- 1月25日 - AQUOS PHONE EX(SH-04E)発売開始。
- 3月1日 - MEDIAS X(N-04E)発売開始。
- 5月8日 - 一部の機種においてAndroid 4.1/4.2へのバージョンアップを発表。

## OSバージョンアップ

### Android 4.0
2012年3月26日にAndroid 4.0へのバージョンアップ対象機種と、検討している機種が発表された。2012年7月2日に検討機種の内、Disney Mobile on docomoシリーズのバージョンアップとF-12C・Xperia rayのバージョンアップ見送りが発表された。
| 機種名                        | アップデート 実施予定発表 | 発表当初の アップデート 予定日 | アップデート 開始日 | 備考                                                                           |
| ----------------------------- | ------------------------- | ------------------------------ | ------------------- | ------------------------------------------------------------------------------ |
| AQUOS PHONE SH-01D            | 2012年3月26日             | 2012年7月以降                  | 2012年9月12日       |                                                                                |
| PRADA phone by LG L-02D       | 2012年3月26日             | 2012年7月以降                  | 2012年10月15日      | アップデートはパソコン経由でのみ可能。                                         |
| MEDIAS ES N-05D               | 2012年3月26日             | 2012年7月以降                  | 2012年10月16日      |                                                                                |
| REGZA Phone T-01D             | 2012年3月26日             | 2012年7月以降                  | 2012年11月5日       |                                                                                |
| Xperia acro HD SO-03D         | 2012年3月26日             | 2012年7月以降                  | 2012年11月28日      | アップデートには300MB以上の空き容量が必要。                                    |
| LUMIX Phone P-02D             | 2012年3月26日             | 2012年7月以降                  | 2013年4月17日       | アップデートには内蔵ストレージが50MB以上、microSDが270MB以上の空き容量が必要。 |
| Disney Mobile on docomo F-08D | 2012年7月2日              | 2012年8月以降                  | 2012年11月6日       | 2012年3月26日にアップデート検討機種として発表していた                          |
| Disney Mobile on docomo P-05D | 2012年7月2日              | 2012年8月以降                  | 2013年4月16日       | アップデートには300MB以上の空き容量が必要。                                    |

- バージョンアップの検討はされたが見送り（2012年3月26日検討発表、2012年7月2日見送り発表）
  - F-12C
  - Xperia ray SO-03C

### Android 4.1/4.2
2013年5月8日にAndroid 4.1/4.2へのバージョンアップ対象機種が発表された。
なお、2013年春モデル以降のバージョンアップについては詳細が決まり次第発表される。
Android 4.1
| 機種名                        | アップデート 実施予定発表 | アップデート 開始日 | 備考 |
| ----------------------------- | ------------------------- | ------------------- | --- |
| Optimus it L-05D              | 2013年5月8日              | 2013年6月5日        | アップデートには本体メモリまたはmicroSDカードに450MB以上の空き容量が必要。                                                            |
| Xperia AX SO-01E              | 2013年5月8日              | 2013年6月11日       | アップデートには本体メモリに500MB以上の空き容量が必要。 2013年3月21日に配信されたアップデートを実施しないとOSバージョンアップは不可。 |
| Xperia SX SO-05D              | 2013年5月8日              | 2013年7月2日        | アップデートには本体メモリに500MB以上の空き容量が必要。 2013年3月28日に配信されたアップデートを実施しないとOSバージョンアップは不可。 |
| Optimus LIFE L-02E            | 2013年5月8日              | 2013年7月3日        | アップデートには本体メモリに450MB以上の空き容量が必要。                                                                               |
| Disney Mobile on docomo N-03E | 2013年5月8日              | 2013年9月30日       | アップデートにはmicroSDカードに700MB以上の空き容量が必要。                                                                            |
| ARROWS Kiss F-03E             | 2013年5月8日              | 2013年11月20日      | アップデートには本体メモリに300MB以上の空き容量が必要。                                                                               |
| MEDIAS U N-02E                | 2013年5月8日              | 2013年12月19日      | アップデートにはmicroSDカードに500MB以上の空き容量が必要。                                                                            |
| N-02E ONE PIECE               | 2013年5月8日              | 2013年12月19日      | アップデートにはmicroSDカードに550MB以上の空き容量が必要。                                                                            |
| MEDIAS X N-07D                | 2013年5月8日              | 2014年2月4日        | アップデートには本体メモリに100MB以上、microSDカードに550MB以上の空き容量が必要。                                                     |
| AQUOS PHONE si SH-01E         | 2013年5月8日              | 2014年1月23日       | アップデートには本体メモリに600MB以上の空き容量が必要。                                                                               |
| SH-01E Vivienne Westwood      | 2013年5月8日              | 2014年1月23日       | アップデートには本体メモリに600MB以上の空き容量が必要。                                                                               |

Android 4.2
| 機種名         | アップデート 実施予定発表 | アップデート 開始日 | 備考                                                    |
| -------------- | ------------------------- | ------------------- | ------------------------------------------------------- |
| ARROWS V F-04E | 2013年5月8日              | 2013年11月28日      | アップデートには本体メモリに300MB以上の空き容量が必要。 |

## バッテリー
以下の端末ではバッテリーの取り外しができず、バッテリーの交換はドコモショップへの持ち込みで預かり修理となる。バッテリーの交換代金は以下の通り。ドコモプレミアクラブの修理代金サポートも対象外のため全額実費である。
- P-05D(←NEXTのP-04D) - 3,150円
- SO-03D - 9,240円

## ギャラリー

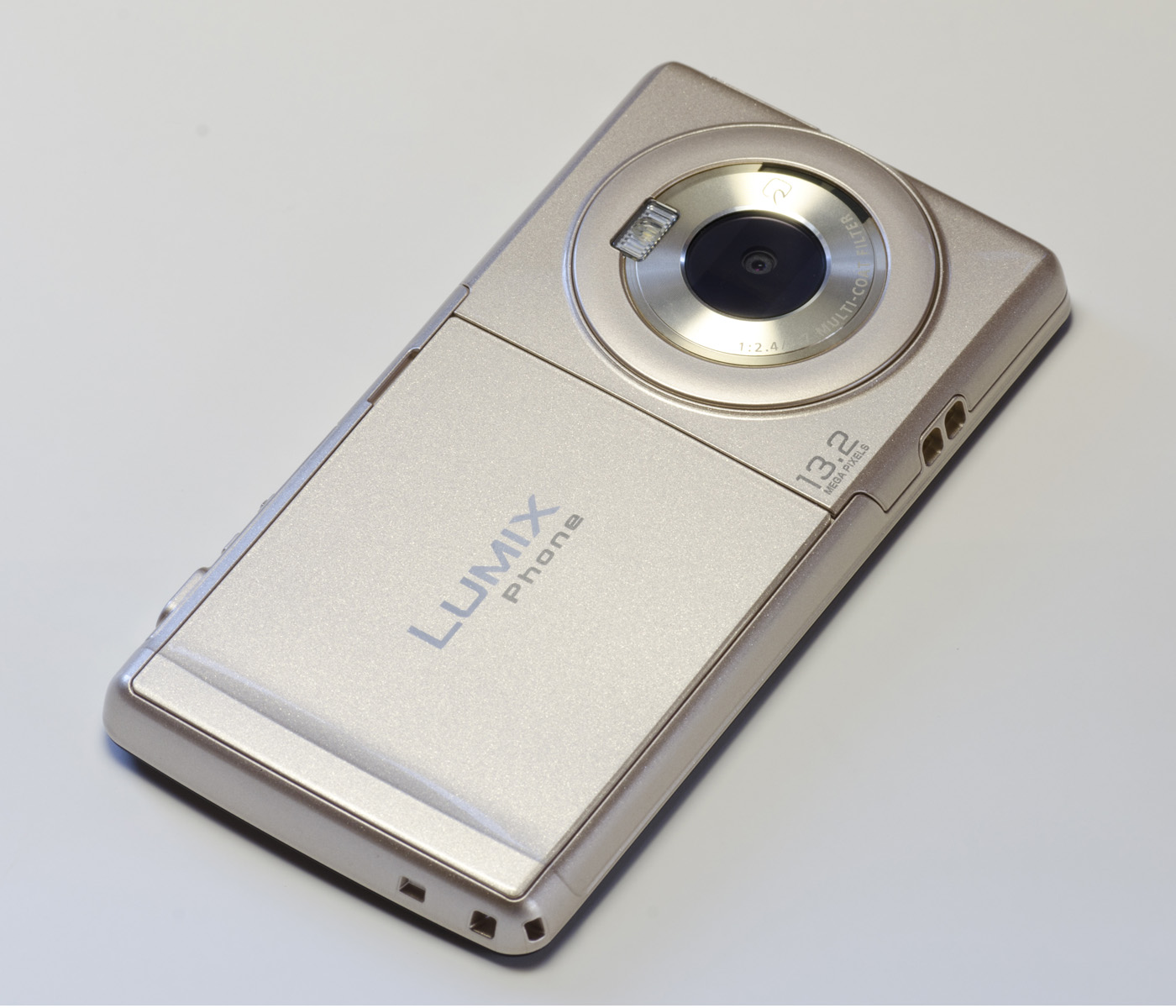
LUMIX Phone
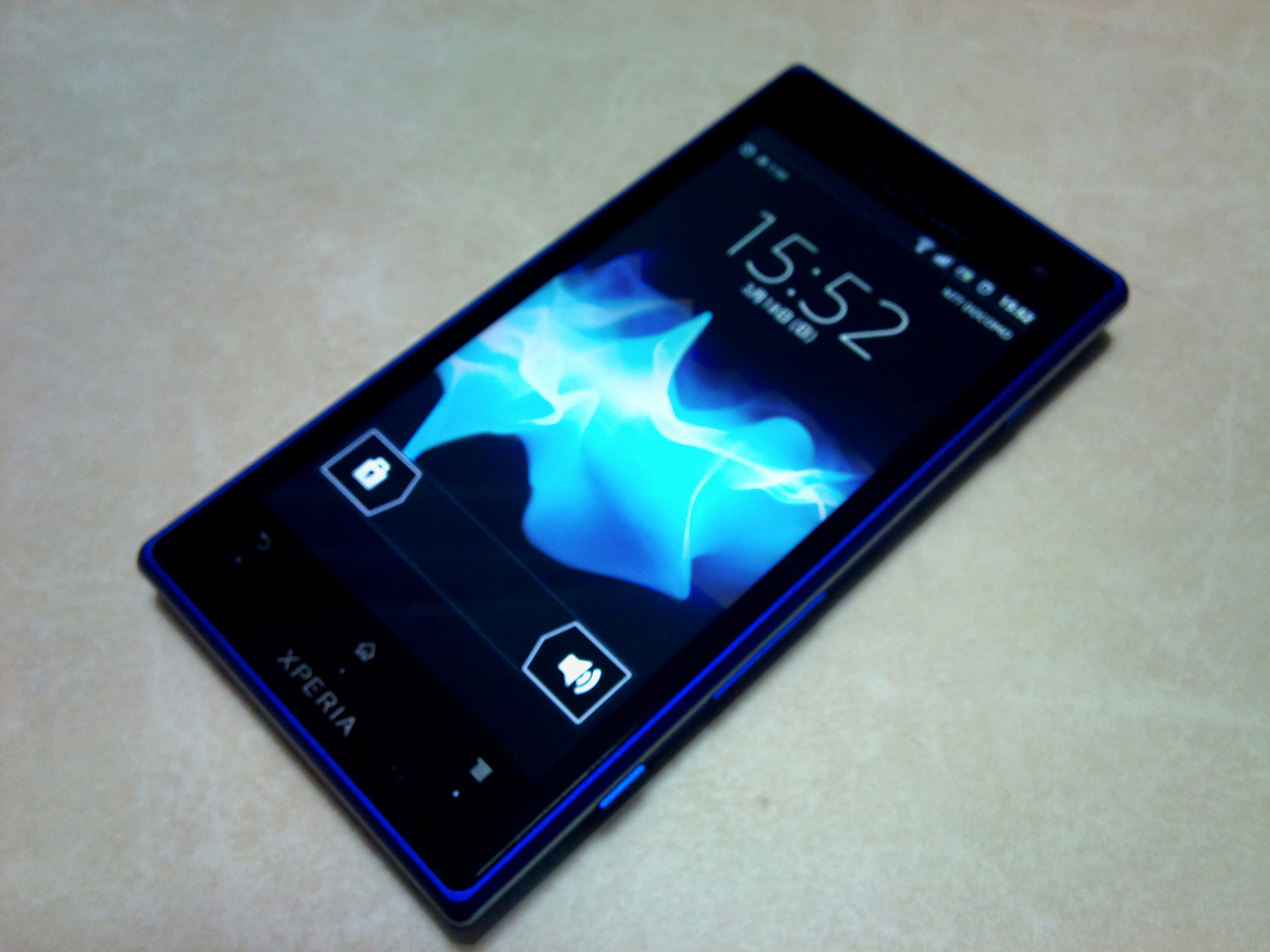
Xperia acro HD
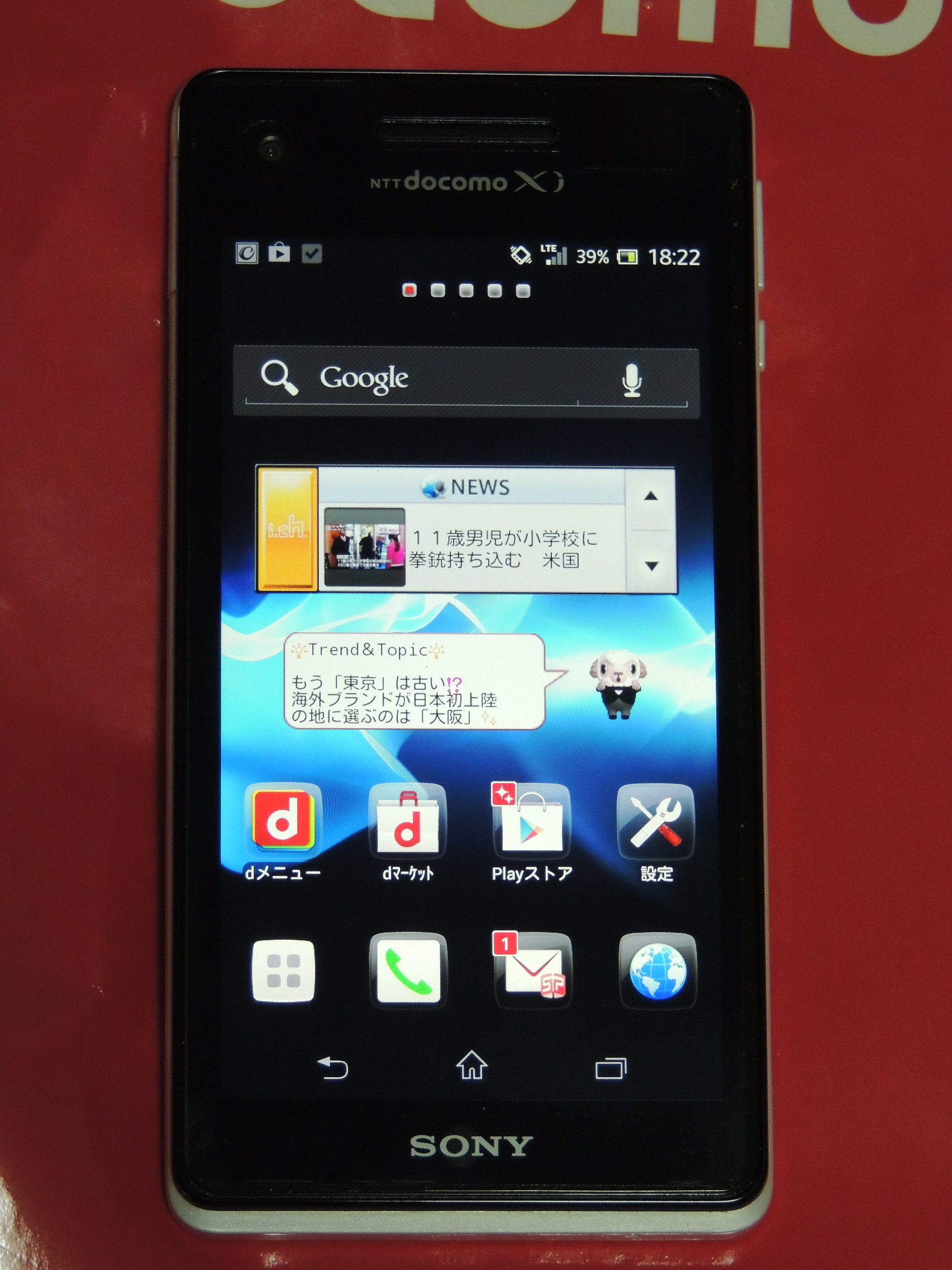
Xperia AX